# Occidente

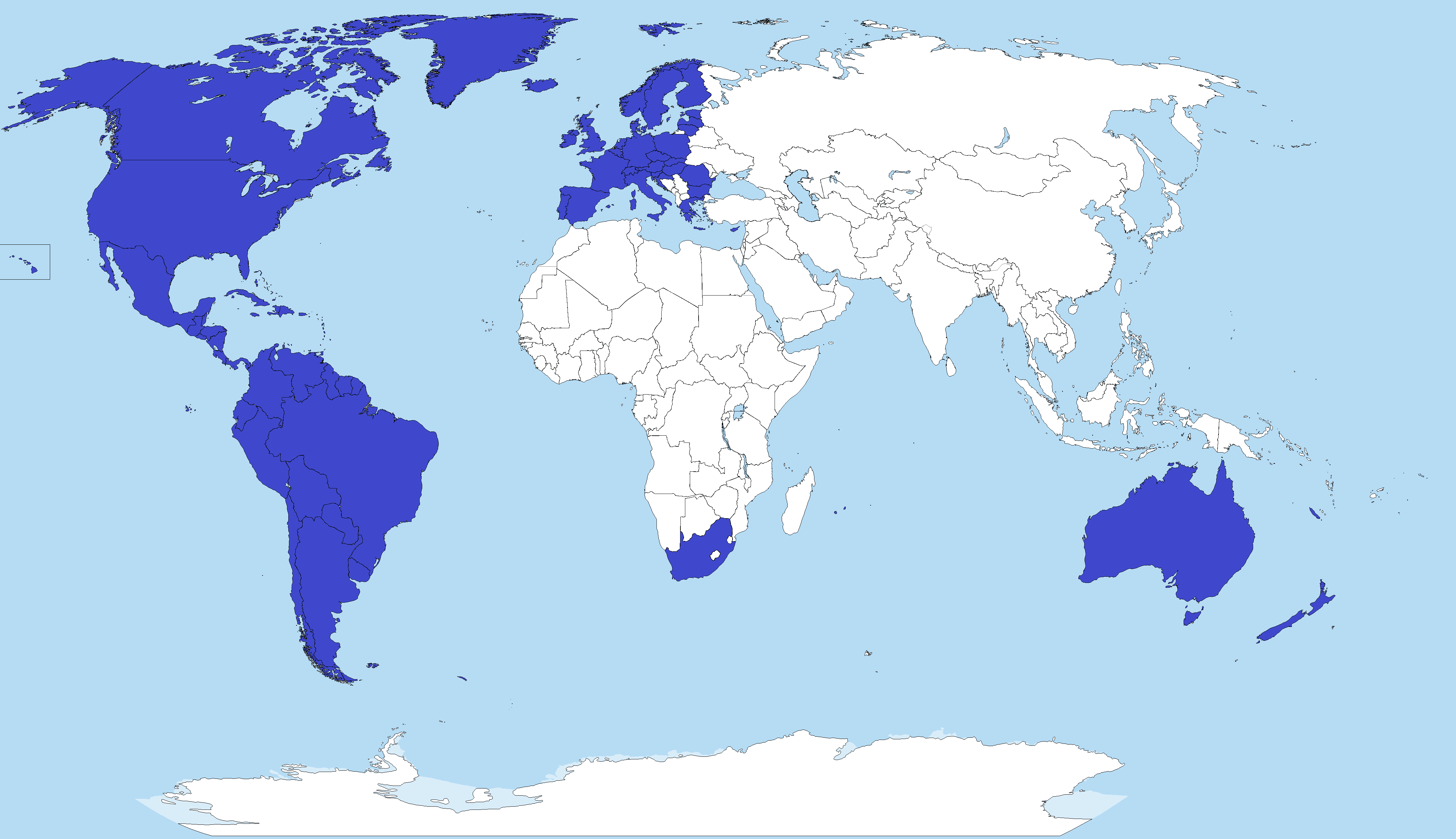
Occidente o Mundo occidental que representa la Europa cristiana occidental y la expansión europea en el Nuevo Mundo en 1492

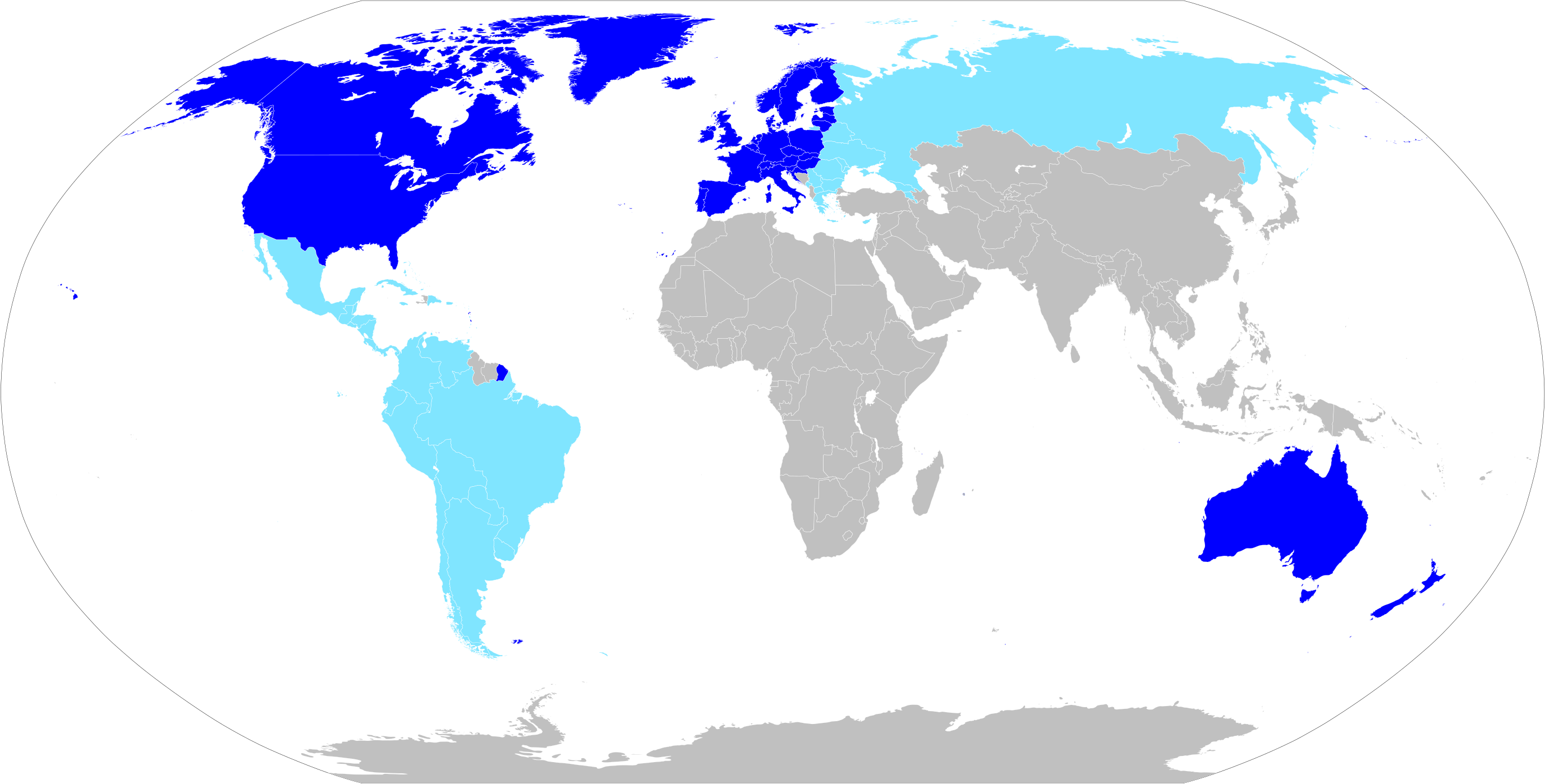
Países «occidentales» (azul oscuro) y «semioccidentales» (azul claro) después de 1992, según Samuel P. Huntington en su libro Choque de civilizaciones.(Se podría incluir a Japón, Corea del Sur y Filipinas).

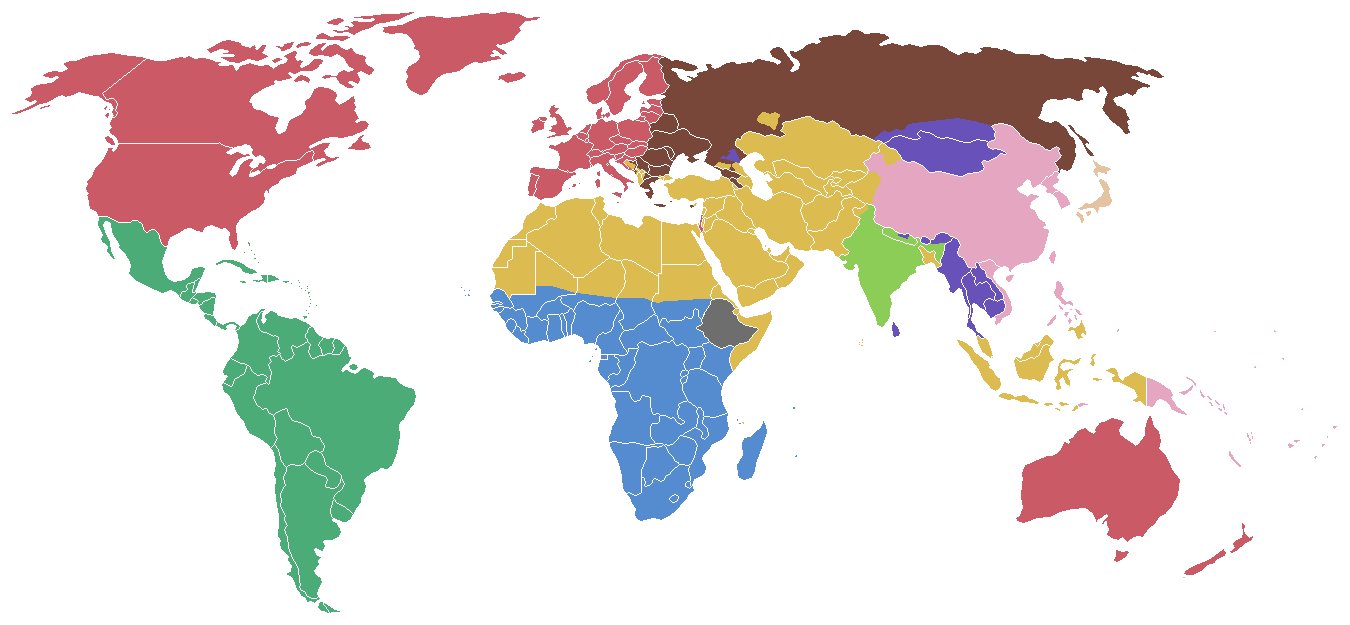
La «civilización occidental cristiana» (rojo) y la «civilización oriental cristiana» (marrón), según Samuel P. Huntington. Para Huntington, América Latina (verde oscuro) fue parte de Occidente o una civilización descendiente que estuvo hermanada a este; mientras que para Alain Rouquié, América Latina es el «Tercer mundo de Occidente».

Occidente es un término surgido en el siglo XVI para referirse a los países o territorios de «cultura occidental» de base cristiana ubicados originalmente en la zona occidental de Eurasia y, por extensión, a aquellos que durante la expansión europea de finales del siglo XV a mediados del XX experimentaron un proceso de «occidentalización» conformando en su conjunto la llamada "civilización occidental y cristiana", o simplemente "civilización occidental". Su definición geográfica es relativa e incierta, variando considerablemente según la época, cultura y ámbito en el que lo utilice.
En su acepción más restrictiva se limita a la mitad occidental de Europa que hasta el final de la Edad Media conformaban los reinos bajo el mando político de la Iglesia católica (cristiandad occidental), en contraste de la Iglesia ortodoxa (cristiandad oriental). En su acepción más amplia, incluye a prácticamente toda Europa y América y algunas partes de Oceanía y Asia.
Durante la Guerra Fría (1947-1991), el bloque occidental se identificó con el capitalismo que se enfrentó al bloque del Este identificado con el socialismo. En la actualidad invariablemente se entiende por Occidente a Estados Unidos, Canadá, la Europa de la cristiandad occidental, Australia y Nueva Zelanda, y extensivamente, a los países que se encuentran culturalmente bajo su esfera de influencia. También se habla que en la actualidad, en mayor o menor medida, prácticamente todo el mundo se encuentra «occidentalizado».
La historiografía occidental suele sostener que la civilización occidental tiene sus raíces en las primeras civilizaciones afroasiáticas, a partir de las ciudades sumerias del IV milenio a. C., y su extensión al Antiguo Oriente Próximo, especialmente al Antiguo Egipto; culminando en la cultura grecorromana o clásica de la Antigua Grecia y la Antigua Roma.
La idea de Occidente se contrapone a la idea de «Oriente», utilizada para englobar un grupo muy diverso de civilizaciones o culturas del Asia; no obstante, la de Occidente tampoco incluye otras civilizaciones ubicadas en la región occidental del mundo, como las civilizaciones africanas o las culturas originarias americanas; incluso tampoco incluye propiamente muchas civilizaciones de la propia Europa antigua y altomedieval, como los «bárbaros del norte», los vikingos o los magiares hasta su incorporación a la cristiandad latina medieval. La oposición Occidente-Oriente se expresa en el concepto de «orientalismo», el estereotipo occidental de esas otras culturas. El caso eslavo, sobre todo el de Rusia, es peculiar al constituirse como intermedio en tensión entre Occidente y Oriente.
Es usual identificar Occidente en términos religiosos y de luchas religiosas, haciéndolo coincidir con la extensión del cristianismo o de la tradición judeocristiana, y es habitual oponer la noción de Occidente al islam; pero también con solo una parte de la cristiandad: la cristiandad occidental o latina (católicos y protestantes), por oposición a la cristiandad oriental (ortodoxos).
Algunos autores utilizan la categoría «Extremo Occidente» para referirse a las Antillas y América Latina sin incluir en la misma a las culturas indígenas, cuyo origen es anterior a la conquista y colonización europea de América. Para otros autores, América Latina se convirtió en un «Tercer mundo de Occidente» debido a su posición sociopolítica a nivel regional e internacional, generalmente antioccidental. Por esta razón, España y Portugal son clasificados como los únicos países hispano-lusófonos o iberófonos de Occidente. Por otra parte, se encuentra el caso de la angloesfera (por parte de Australia, Canadá, Estados Unidos y Nueva Zelanda con el Reino Unido) y en la francofonía por parte de Quebec (Canadá) con Francia, ya que son países y territorios excoloniales que comparten sociedades de mayoría demográfica europea con menor influencia indigenista y, por lo tanto, son clasificados en la definición fija de Occidente mayormente, aunque el mestizaje con pueblos indígenas también existió.
En la filosofía de la liberación se suele distinguir «lo occidental» de «lo occidentalizado», a la vez que se utiliza la categoría de la división Norte-Sur (o «Norte global» y «Sur global») para precisar los componentes de dominación y dependencia poco visibles en la categoría «Occidente».
En el pensamiento católico fue usual distinguir las categorías de Iglesia oriental e Iglesia occidental. Sin embargo, desde mediados del siglo XX la teología latinoamericana de la liberación desarrolló una tercera categoría definida como «Iglesia latinoamericana», con características teológicas, culturales, políticas y antropológicas propias, en tanto que el papa Francisco diferenció la «Iglesia del sur», de sus precedentes oriental y occidental.

## Origen del término
La etimología de Occidente proviene del latín occĭdens, -entis, participio activo de occidĕre (caer), esto en relación con el punto cardinal oeste, donde el sol "cae" en la tarde. 
Los antiguos griegos distinguían así a sus dominios respecto de las tierras de Anatolia y el levante mediterráneo, distinción que fuese heredada por los romanos, pasándose a usar luego tras la división del Imperio en 395 por Teodosio entre Honorio (Occidente) y Arcadio (Oriente).
El término «Occidente» surgió como una contraparte del «Oriente», que Lutero utilizó por primera vez en su traducción de la Biblia, y fue introducido en el idioma alemán por Caspar Hedio en 1529.

## Lo occidental
En la época antigua, el Mediterráneo oriental era el hogar de culturas altamente urbanizadas que tenían el griego como lengua común (debido al antiguo imperio de Alejandro Magno y de los sucesores helenísticos), mientras que Occidente tenía un carácter mucho más rural y adoptó más fácilmente el latín como lengua común.

La Europa occidental y central católica romana, como tal, mantuvo una identidad distinta, especialmente cuando comenzó a reconstruirse durante el Renacimiento. Incluso después de la Reforma Protestante, la Europa reformada continuó viéndose más ligada a la Europa católica romana que otras partes del mundo percibido como civilizado. El uso del término Occidente como término cultural y geopolítico específico se desarrolló a lo largo de la Era de los Descubrimientos a medida que Europa extendía su cultura a otras partes del mundo. Los católicos romanos fueron el primer grupo religioso importante que inmigró al Nuevo Mundo, ya que los colonos de las colonias de España y Portugal (y más tarde, Francia) pertenecían a esa fe. Las colonias inglesas y neerlandesas, por otro lado, tendían a ser más diversas desde el punto de vista religioso. Los colonos de estas colonias incluyeron anglicanos, calvinistas holandeses, puritanos ingleses y otros disidentes religiosos, católicos ingleses, presbiterianos escoceses, hugonotes franceses, luteranos alemanes y suecos, así como cuáqueros, menonitas, amish y moravos.

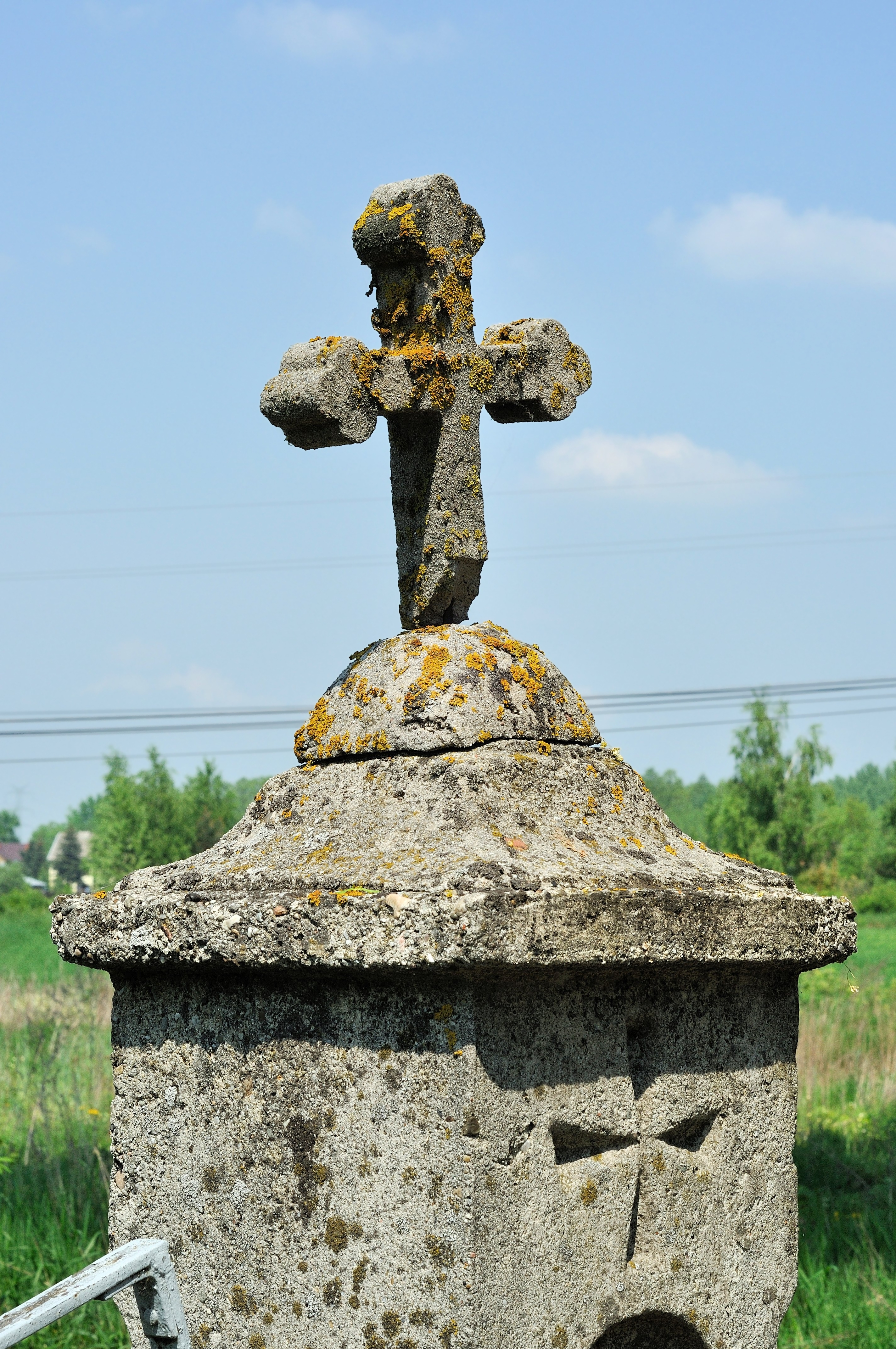
Históricamente, el cristianismo ha sido uno de los principales factores culturales importantes de la cultura occidental y la cruz cristiana, uno de sus principales símbolos.

Hasta el siglo XVII, la narración de la historia universal se realizaba desde Europa y en términos eurocéntricos, del mismo modo que cada civilización lo había hecho en sus propios términos, por ejemplo, sinocéntricos en la civilización china. Así, cuando Cristóbal Cellarius propuso una periodización, consideró los hechos y procesos de la historia europea para establecer los hitos divisorios de las edades Antigua, Media y Moderna. 
Pero, simultáneamente a los descubrimientos geográficos europeos y al establecimiento del primer sistema-mundo, se desarrolló la introspección y la autoconciencia de la especificidad de la civilización europea frente a la "alteridad" del resto del mundo, tanto en sentido positivo como negativo: junto con el imperialismo y el racismo, surgió la valoración e incluso la defensa de los colonizados y la crítica a la colonización por los propios colonizadores (“mito del buen salvaje”, “polémica de los naturales”).
Gobineau distinguía siete civilizaciones en la historia, incluyendo a la civilización occidental; no precisamente en pie de igualdad, puesto que consideraba explícitamente la “desigualdad de las razas humanas” (1853-1855). Las principales potencias europeas establecieron en el siglo XIX su indiscutible superioridad económica y militar (Revolución Industrial, Diplomacia de cañonero) sobre la totalidad del mundo; e incluso la independencia de las nuevas naciones del continente americano, protagonizada por las élites europeas locales, reforzaba la misma idea: La idea de progreso surgida con la Ilustración, e incluso la extensión de las teorías evolucionistas fuera de su ámbito biológico (el llamado darwinismo social), parecían identificarse con la imposición de la civilización occidental sobre las demás; más aún, con el triunfo del mismo concepto europeo de “civilización” sobre otros grados necesariamente menores de desarrollo social (el “salvajismo” y la “barbarie”). Esa imposición no era vista como un premio, sino como una responsabilidad (“la carga del hombre blanco”).
La época de optimismo tocó a su fin con la Belle Époque y la paz armada. El estallido de la Primera Guerra Mundial (1914-1918), inicialmente entre entusiastas movilizaciones nacionalistas que acallaron las minoritarias protestas pacifistas, dio en poco tiempo paso a la conciencia del desastre sin precedentes que trajo consigo: un aparente suicidio de la civilización. En este ambiente Oswald Spengler publicó La decadencia de Occidente (1918-1923), donde concibe las civilizaciones como entes cerrados que nacen, crecen, luchan por la supervivencia y mueren, distinguiendo claramente al mundo occidental del mundo helénico. Sus ideas fueron adoptadas y perfeccionadas por Arnold J. Toynbee en su magno tratado Estudio de la Historia (12 tomos, 1933-1961, revisado en 1972). en donde conceptualiza a Occidente como una civilización cristiana con su época de esplendor en la Edad Media.
El concepto decimonónico de civilización (que, en términos hegelianos, había llegado a la realización del “espíritu absoluto” en la historia: el Estado nacional o liberal –para Hegel, en su versión prusiana–) quedaba desafiado por los totalitarismos soviético y fascista, y se destruía por tanto ese pretendido “fin de la historia”. Para Ortega y Gasset era el tiempo de La rebelión de las masas (1929) y La deshumanización del arte (1925). La crisis de 1929, la Segunda Guerra Mundial (1939-1945) y la Guerra Fría (1945-1989) pusieron sucesivamente al mundo entero en trances que se percibían como posibles catástrofes apocalípticas. La descolonización y el tercermundismo cuestionaron nuevamente la centralidad de Occidente en términos de civilización.
En 1989, el hundimiento del bloque comunista y el surgimiento de una nueva era de globalización, hizo resurgir el concepto hegeliano del “fin de la historia” en una única civilización mundial, reelaborado por Francis Fukuyama (El fin de la Historia y el último hombre, 1992). En respuesta a ello, la concepción toynbeana de un Occidente más o menos cerrado y unido por una tradición cultural cristiana y europea, fue reasumida por Samuel Huntington en su tesis del “choque de civilizaciones” (1993), que adquirirá una nueva popularidad después de los atentados del 11 de septiembre de 2001 provocados por radicales islámicos.

Seis son, según el profesor de Harvard (Niall Ferguson), las razones que instauraron aquel predominio (el de la cultura occidental): la competencia que atizó la fragmentación de Europa en tantos países independientes; la revolución científica, pues todos los grandes logros en matemáticas, astronomía, física, química y biología a partir del siglo XVII fueron europeos; el imperio de la ley y el gobierno representativo basado en el derecho de propiedad surgido en el mundo anglosajón; la medicina moderna y su prodigioso avance en Europa y Estados Unidos; la sociedad de consumo y la irresistible demanda de bienes que aceleró de manera vertiginosa el desarrollo industrial, y, sobre todo, la ética del trabajo que, tal como lo describió Max Weber, dio al capitalismo en el ámbito protestante unas normas severas, estables y eficientes que combinaban el tesón, la disciplina y la austeridad con el ahorro, la práctica religiosa y el ejercicio de la libertad.
...
pero en el libro de Niall Ferguson (Civilización: Occidente y el resto, 2012) hay una ausencia que, me parece, contrarrestaría mucho su elegante pesimismo. Me refiero al espíritu crítico, que, en mi opinión, es el rasgo distintivo principal de la cultura occidental, la única que, a lo largo de su historia, ha tenido en su seno acaso tantos detractores e impugnadores como valedores, y entre aquellos, a buen número de sus pensadores y artistas más lúcidos y creativos. Gracias a esta capacidad de despellejarse a sí misma de manera continua e implacable, la cultura occidental ha sido capaz de renovarse sin tregua, de corregirse a sí misma cada vez que los errores y taras crecidos en su seno amenazaban con hundirla. A diferencia de los persas, los otomanos, los chinos, que, como muestra Ferguson, pese a haber alcanzado altísimas cuotas de progreso y poderío, entraron en decadencia irremediable por su ensimismamiento e impermeabilidad a la crítica, Occidente —mejor dicho, los espacios de libertad que su cultura permitía— tuvo siempre, en sus filósofos, en sus poetas, en sus científicos y, desde luego, en sus políticos, a feroces impugnadores de sus leyes y de sus instituciones, de sus creencias y de sus modas. Y esta contradicción permanente, en vez de debilitarla, ha sido el arma secreta que le permitía ganar batallas que parecían ya perdidas.
Mario Vargas Llosa, Apogeo y decadencia de Occidente.

## Países occidentales u occidentalizados
El término civilización occidental es un concepto que, según el contexto en que se use, puede incluir o excluir a ciertos países por razones políticas, culturales o históricas, por lo cual existen distintas acepciones de qué países, naciones o zonas geográficas pertenecen a esta.
En la Antigua Grecia, el mundo estaba dividido entre los pueblos griegos y los bárbaros. Esta división se transformó en una definición geográfica según los territorios ubicados en la zona occidental (Grecia, las islas del mar Egeo y la Magna Grecia), en contraste al oriente de Egipto, Anatolia y Persia, por ejemplo. Las guerras médicas, por lo tanto, son consideradas como uno de los primeros hechos bélicos entre Occidente y el Oriente.
La cuenca del Mediterráneo, unificada por el Imperio romano, mantuvo una división este-oeste, entre los pueblos occidentales de predominancia latinas, contrapuesto al Mediterráneo oriental, donde predominaba la cultura griega. Diocleciano dividió el imperio en dos regiones en el 292. La parte oriental evolucionó posteriormente al Imperio bizantino, mientras el occidente se derrumbó por las invasiones bárbaras dando origen a diversos reinos bajo el poder del Papado, principalmente.
La división que se produjo en el cristianismo, mantuvo la división del Oriente con Occidente durante la Edad Media. Así, nació un sentimiento de cristiandad, que se afianzó durante las Cruzadas contra los árabes y turcos. Sin embargo, los bizantinos también fueron considerados como una cultura distinta por parte de los occidentales, a pesar de su origen común, debido a su ruptura con el patriarcado romano tras el Cisma de Oriente, distinción que se hace resaltar hasta nuestros días y de la cual su mayor expresión es la rama del cristianismo que predomina en estos países, la Iglesia ortodoxa (y sus diferentes patriarcados, habitualmente divididos por nación), a diferencia de la Europa católica-protestante, considerada parte de Occidente.

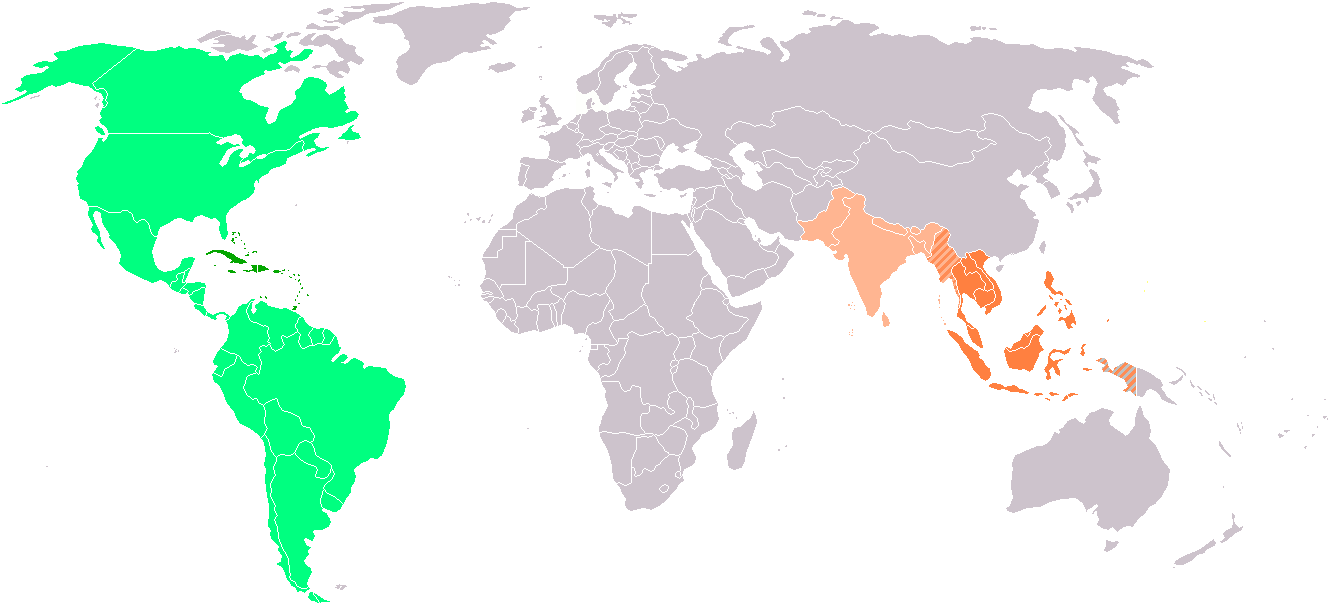
Indias Orientales:
Indias Orientales, concepto más común.
Concepto amplio, incluye al Indostán o India.
Indias Occidentales:
Indias Occidentales, concepto más común.
Indias Occidentales, concepto amplio.

La conquista de América, Asia, África y Oceanía por parte de los europeos, puso a esos pueblos bajo el control religioso y cultural de la Cristiandad y la civilización de los conquistadores bajo la forma del colonialismo. Los procesos de descolonización, tuvieron diferentes efectos; desde Estados Unidos que llegó a convertirse en la potencia líder de Occidente, hasta Cuba, Vietnam, India o China, que se ubicaron abiertamente fuera de Occidente.

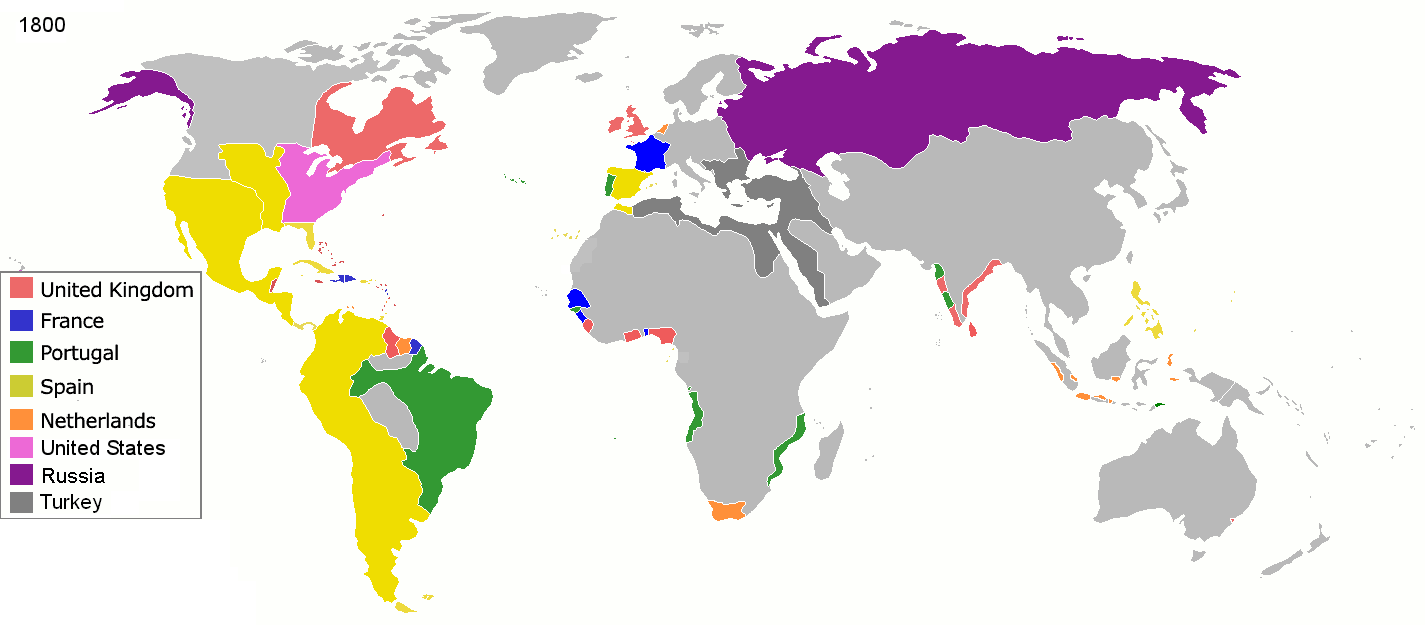
Imperios coloniales en 1800.

Los tres mundos separados durante la Guerra Fría: el Primer Mundo (azul), el Segundo Mundo (rojo) y el Tercer Mundo (gris).

Durante la llamada Guerra Fría surgió un nuevo concepto que representaba a la metafórica división del mundo en tres mundos: el primer mundo, compuesto por los Estados miembros de la OTAN y los aliados de Estados Unidos, como Corea del Sur, Israel, Japón o Tailandia; el segundo mundo, compuesto por los Estados miembros del Pacto de Varsovia y los aliados de la Unión Soviética, como Cuba o Mongolia, más China y otros estados socialistas asiáticos, como Camboya, Corea del Norte, Laos y Vietnam; y el tercer mundo, que hace referencia a los estados que no estaban alineados con ninguno de los dos bloques, como México, Yugoslavia, Egipto, Arabia Saudita o la India.
La partición del mundo de acuerdo con su alineación política, sin embargo, produjo muchas contradicciones. Así, Suiza, Suecia e Irlanda, considerados como parte del primer mundo, se mantuvieron neutrales durante todo el período. Finlandia, que limitaba al este con la Unión Soviética y por tanto pertenecía a su esfera de influencia, se mantuvo neutral. Nunca fue un Estado socialista ni perteneció al Pacto de Varsovia o al CAME. 
Austria también mantuvo una política de neutralidad a partir de 1955, encontrándose al oeste de la Cortina de Hierro y por tanto en la esfera de influencia estadounidense. Turquía, miembro de la OTAN, tampoco se podía establecer que era un país del Primer Mundo o de la civilización occidental. Así, se definió posteriormente al mundo occidental como al primer mundo incluyendo las excepciones de los países del Bloque Occidental y excluyendo a Turquía.
Tras el fin de la Guerra Fría, el uso del término segundo mundo cayó en desuso, mientras que los dos otros mundos evolucionaron a otros conceptos. El primer mundo continuó designando al mismo grupo de estados, pero según criterios económicos antes que políticos. En cambio, el tercer mundo se convirtió en sinónimo de países pobres y en vías de desarrollo.
Desde un enfoque cultural y sociológico, la civilización occidental tiende a ser definida a partir de algunos elementos fundamentales, como la filosofía griega, el derecho romano, la religión cristiana, el arte renacentista y el pensamiento ilustrado y «moderno». El colonialismo, la vocación universalista y la expansión global de los idiomas y la cultura occidental también juegan un importante papel en la definición de Occidente. Algunas categorías como la democracia liberal, el capitalismo, el socialismo, el individualismo, el Estado de derecho, el estado de bienestar, los derechos humanos (como los de la mujer, las personas LGBT o los afrodescendientes) tienen una fuerte relación con la noción de Occidente.

## Arte y cultura

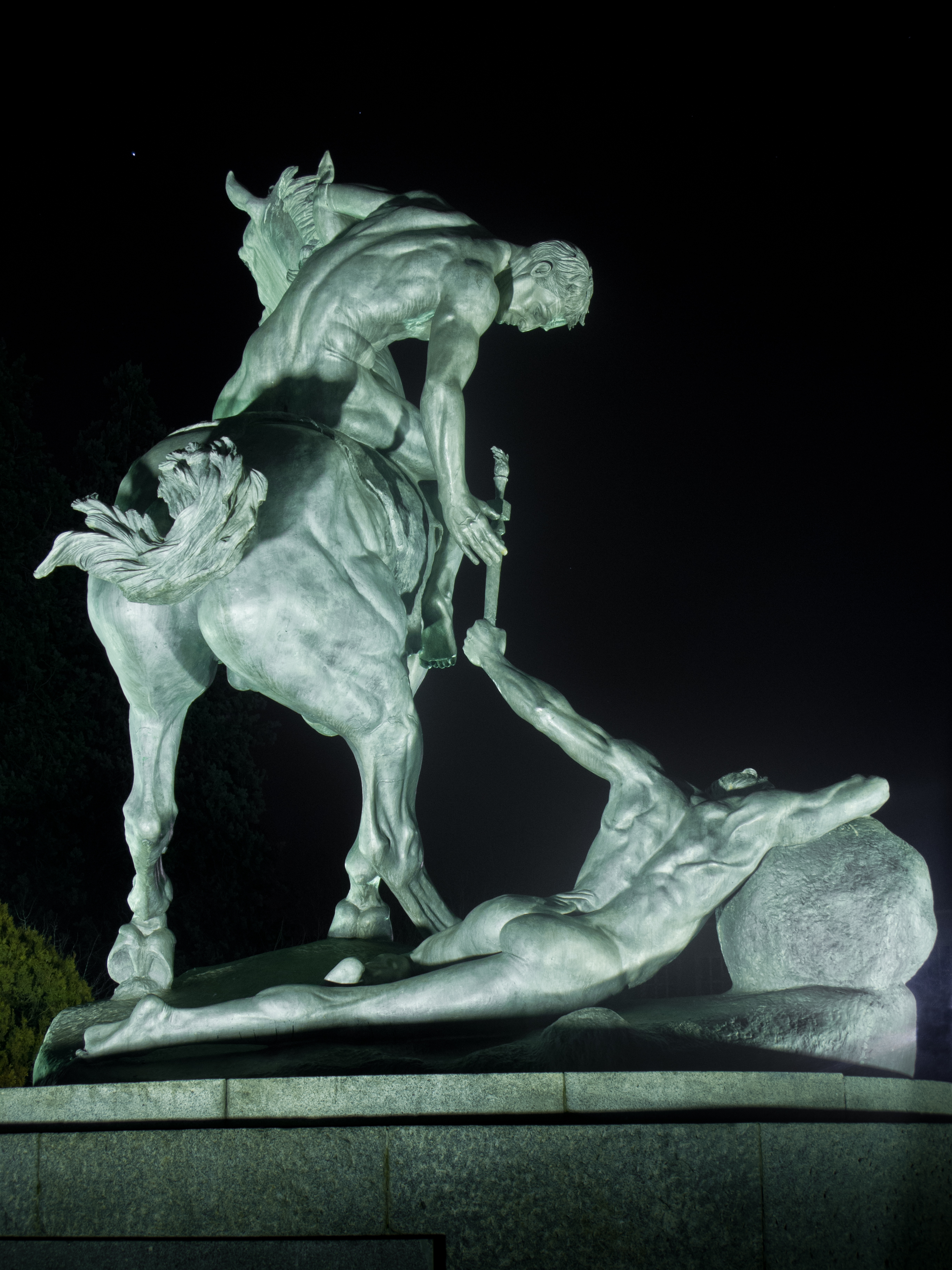
Los Portadores de la Antorcha (A.H. Huntington, 1955), en Madrid. Homenaje a la civilización occidental.

Los trabajos que tradicionalmente se hacen sobre historia del arte normalmente tienen como objeto de estudio la evolución de la historia del arte occidental, fruto del eurocentrismo. Dichos trabajos suelen excluir incluso algunos periodos artísticos como bizantino o el árabe clásico aún cuando parte de estos se desarrollaron en territorio europeo. Este estudio, no obstante, al considerar la cultura occidental como elemento fundamental de la vida contemporánea, se hace necesario a fin de comprender el alcance del arte alrededor del mundo, recibiendo influencias y siendo influenciado por otros movimientos.
Sin querer realizar un análisis exhaustivo sobre esta civilización podemos identificar las siguientes características:
- la religión: el cristianismo (el catolicismo, la ortodoxia y el protestantismo) y en menor medida, el judaísmo.
- el legado clásico: filosofía helénica, derecho romano y el cristianismo.
- idiomas indoeuropeos: la gran mayoría derivan del latín o tienen su influencia, habiendo un aporte menor del griego. Destacan las lenguas romances, las lenguas griegas, las lenguas germánicas y las lenguas eslavas, aunque haya excepciones como: el húngaro, el estonio, el finés, el georgiano, el groenlandés o el euskera.
- separación entre la Religión y el Estado.
- el imperio de la ley. El concepto de que el respeto por las leyes son una de las bases de la sociedad es un legado de los romanos.
- la fortaleza de la sociedad civil.
- las instituciones y memoria institucional.
- el individualismo.

Los estudios sobre historia del arte, por otro lado, suelen centrarse en la pintura, la arquitectura y la escultura, dejando de lado otras ramas como la literatura, la música, la orfebrería, el ballet, el teatro, el cine, la artesanía y la fotografía, las cuales son estudiadas en trabajos más especializados.

### La herencia cultural de las antiguas Grecia y Roma en general
La cultura occidental está vinculada con las antiguas Grecia y Roma. Sus ideales de belleza y arte tuvieron allí su raíz. Su filosofía se basó en la de Aristóteles y Platón. Su literatura, más que nada la poesía y el drama europeos, se formaron a partir de las antiguas tradiciones grecolatinas. Desde la Edad Media, Europa y después América han recurrido a Grecia y a Roma para llevar a cabo su instrucción y obtener inspiración.

#### La herencia literaria griega y romana
La literatura romana no dejó de ejercer influencia durante el Medievo. Siguieron leyéndose las obras de Virgilio, Ovidio, Horacio y Cicerón. Esta influencia aumentó en los siglos XIV y XV, cuando se conoció un número mayor de obras romanas; en ese mismo momento histórico se recuperaba, de a poco, la literatura superviviente de Grecia.

#### Estudio e imitación del arte griego y romano
En la literatura, al igual que en otros campos (sobre todo la escultura), los artistas occidentales medievales o renacentistas tenían la ventaja de poder estudiar y, si así lo querían, copiar los modelos de la Antigüedad. Tenían ante ellos los auténticos poemas o estatuas de aquella época. No pasaba igual con la música.